# 129e méridien ouest
En géographie, le 129e méridien ouest est le méridien joignant les points de la surface de la Terre dont la longitude est égale à 129° ouest.

## Géographie

### Dimensions
Comme tous les autres méridiens, la longueur du 129e méridien correspond à une demi-circonférence terrestre, soit 20 003,932 km. Au niveau de l'équateur, il est distant du méridien de Greenwich de 14 360 km,.
Avec le 51e méridien est, il forme un grand cercle passant par les pôles géographiques terrestres.

### Régions traversées
En commençant par le pôle Nord et descendant vers le sud au pôle Sud, Le 129e méridien ouest passe par:
| Coordonnées           | Pays, territoire ou mer | Notes |
| --------------------- | ----------------------- | --- |
| 90° 00′ N, 129° 00′ O | Océan Arctique          | |
| 75° 25′ N, 129° 00′ O | Mer de Beaufort         | |
| 69° 55′ N, 129° 00′ O | Canada                  | Territoires du Nord-Ouest Yukon — à partir de 62° 08′ N, 129° 00′ O Colombie-Britannique — à partir de 60° 00′ N, 129° 00′ O, le continent, et l'Île de Maitland, Île Hawkesbury, île Gribbell (en), Île Princess Royal et Île Aristazabal (en) |
| 52° 28′ N, 129° 00′ O | Océan Pacifique         | |
| 60° 00′ S, 129° 00′ O | Océan Austral           | |
| 74° 19′ S, 129° 00′ O | Antarctique             | Liste des territoires non revendiqués |